# Dhurkot
Dhurkot (en népalais : धुरकोत) est un comité de développement villageois du Népal situé dans le district de Nawalparasi. Au recensement de 2011, il comptait 5 394 habitants.